# Giải Alfred Bauer
Giải Alfred Bauer là giải thưởng điện ảnh được giới thiệu trong các Liên hoan phim quốc tế Berlin hàng năm, như là một phần của loạt giải Gấu Bạc, với mục đích tìm kiếm các bộ phim có triển vọng trong ngành điện ảnh.

## Giải thường qua các năm
| Năm  | Phim                            | Đạo diễn            | Quốc gia   |
| ---- | ------------------------------- | ------------------- | ---------- |
| 1987 | Mauvais Sang                    | Léos Carax          | Pháp       |
| 1989 | The Servant                     | Vadim Abdrashitov   | Liên Xô    |
| 1990 | The Guard                       | Aleksandr Rogozhkin | Liên Xô    |
| 1992 | Infinitas                       | Marlen Khutsiev     | Nga        |
| 1994 | Hwa-Om-Kyung                    | Jang Sun-woo        | Hàn Quốc   |
| 1996 | Strangled Lives                 | Ricky Tognazzi      | Ý          |
| 1997 | Romeo + Juliet                  | Baz Luhrmann        | Úc         |
| 1998 | Hold You Tight                  | Stanley Kwan        | Hồng Kông  |
| 1999 | Karnaval                        | Thomas Vincent      | Pháp       |
| 2000 | Boy's Choir                     | Akira Ogata         | Nhật Bản   |
| 2001 | La Ciénaga                      | Lucrecia Martel     | Argentina  |
| 2002 | Baader                          | Christopher Roth    | Đức        |
| 2003 | Hero                            | Zhang Yimou         | Trung Quốc |
| 2004 | Maria Full of Grace             | Joshua Marston      | Hoa Kỳ     |
| 2005 | The Wayward Cloud               | Tsai Ming-liang     | Đài Loan   |
| 2006 | The Minder                      | Rodrigo Moreno      | Argentina  |
| 2007 | I'm a Cyborg, But That's OK     | Park Chan-wook      | Hàn Quốc   |
| 2008 | Lake Tahoe                      | Fernando Eimbcke    | México     |
| 2009 | Giant                           | Adrían Biniez       | Uruguay    |
| 2009 | Sweet Rush (Tatarak)            | Andrzej Wajda       | Ba Lan     |
| 2010 | If I Want to Whistle, I Whistle | Florin Șerban       | România    |
| 2011 | If Not Us, Who?                 | Andres Veiel        | Đức        |
| 2012 | Tabu                            | Miguel Gomes        | Bồ Đào Nha |
| 2013 | Vic and Flo Saw a Bear          | Denis Côté          | Canada     |
| 2014 | Life of Riley                   | Alain Resnais       | Pháp       |
| 2015 | Ixcanul Volcano                 | Jayro Bustamante    | Guatemala  |